# Kompsoprium firmum
Kompsoprium firmum är en mångfotingart som först beskrevs av Carl Graf Attems 1938.  Kompsoprium firmum ingår i släktet Kompsoprium och familjen Odontopygidae. Inga underarter finns listade i Catalogue of Life.